# Reformierte Kirche (Wymeer)

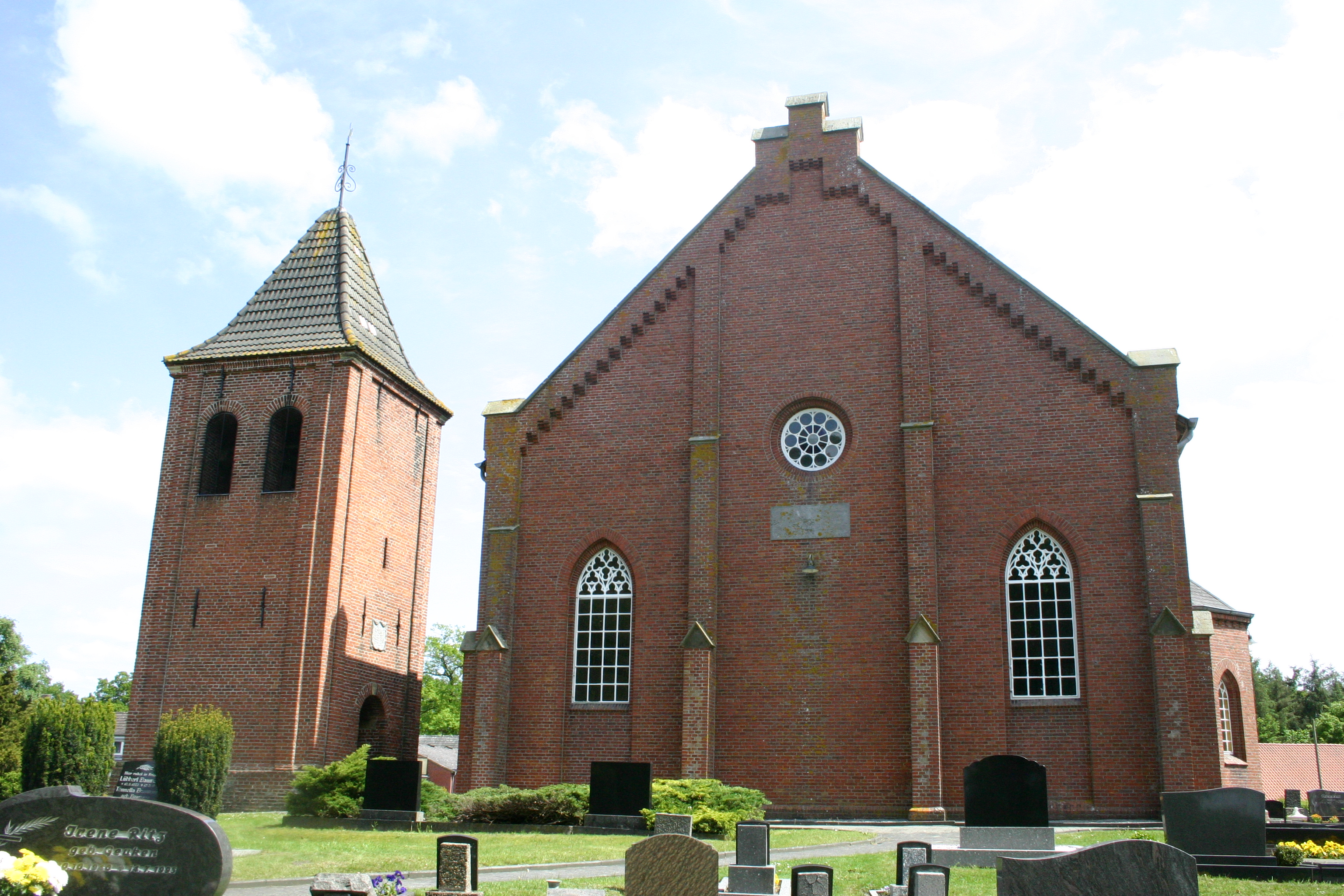
Kirche in Wymeer von Westen

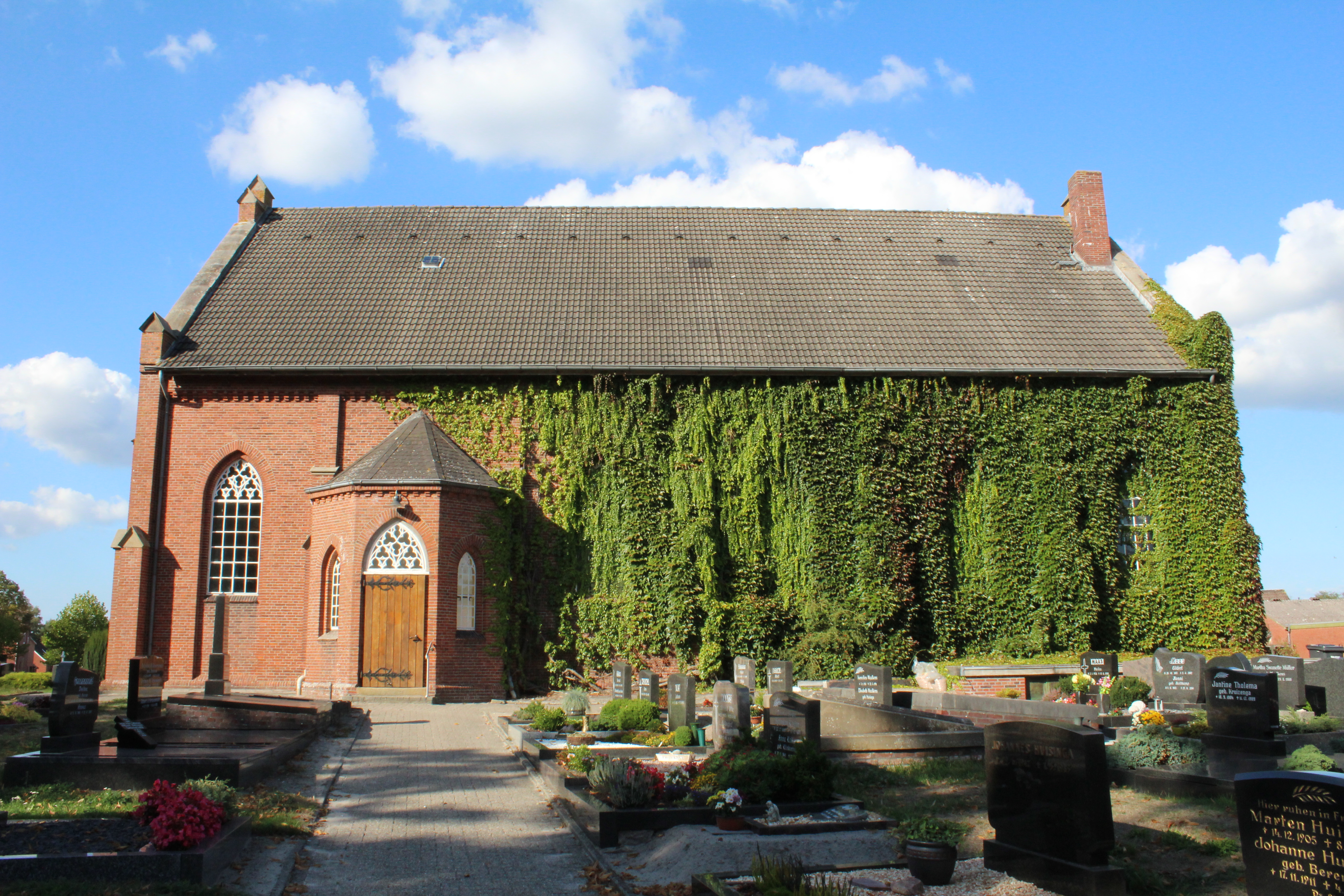
Efeubewachsene Südseite

Die Reformierte Kirche in Wymeer im ostfriesischen Rheiderland wurde im Jahr 1886 als neugotische Saalkirche gebaut. Der Glockenturm datiert von 1788.

## Geschichte
Obwohl sich in der Nähe die Kommende Dünebroek befand, bildete Wymeer im Mittelalter eine selbstständige Kirchengemeinde der Propstei Hatzum im Bistum Münster. Das Kirchengebäude wurde infolge der Ausbreitung des Dollart mehrmals nach Südosten verlegt. Der spätgotische Vorgängerbau wurde 1590 auf einer Warft errichtet. Er verfügte über 253 Sitzplätze und war im 19. Jahrhundert zu klein geworden.
Im Jahr 1788 wurde die Kirche mit einem neuen Gewölbe versehen und erhielt einen frei stehenden Glockenturm aus Backstein, nachdem der hölzerne Turm eingestürzt war. Die heutige Backsteinkirche aus dem Jahr 1886 wurde an gleicher Stelle nach Plänen des Architekten H. Vespermann aus Weener im Stil der Neugotik errichtet.

## Architektur

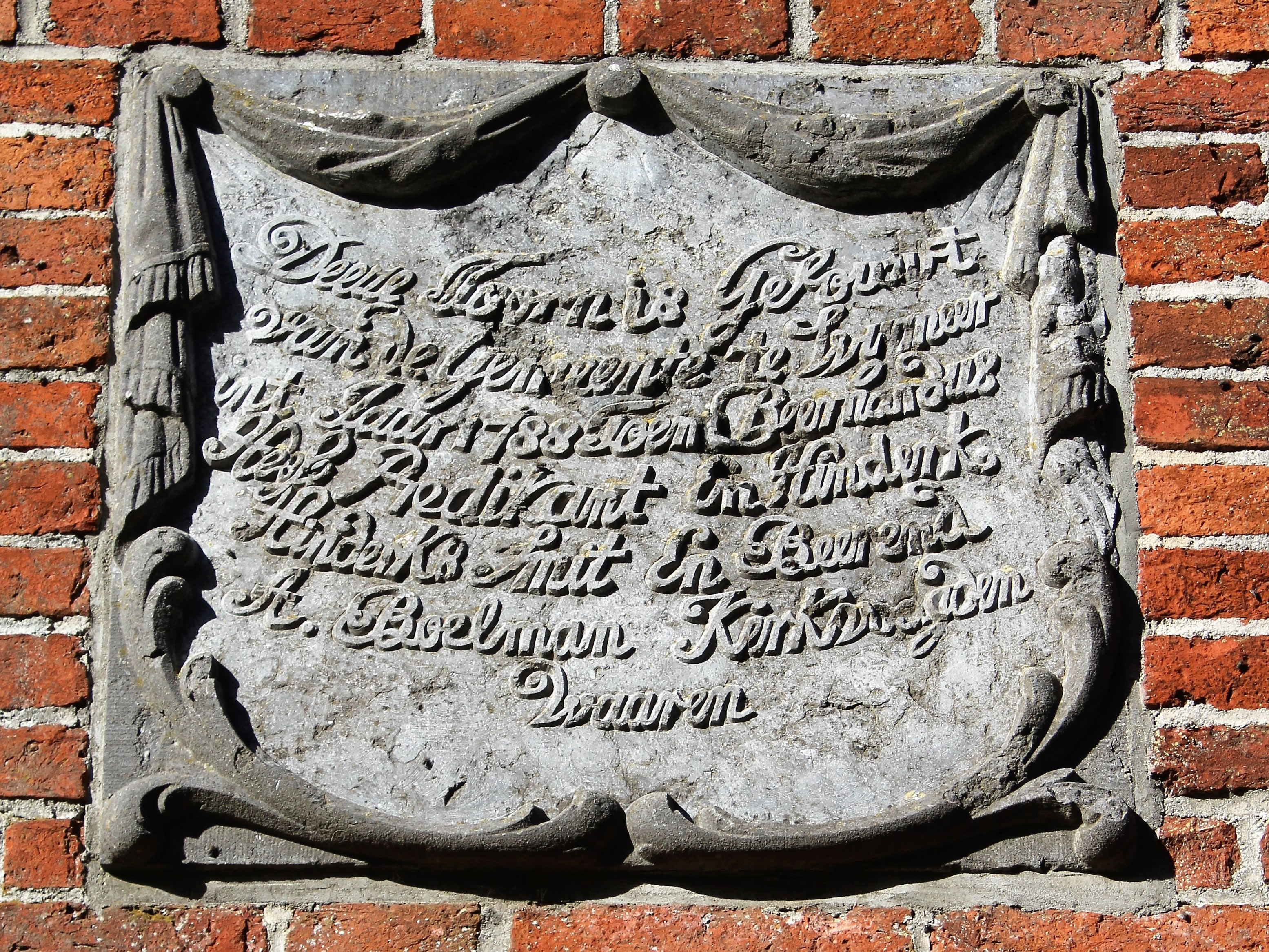
Bauinschrift von 1788 am Glockenturm

Die neugotische Saalkirche aus rotem Backstein ist südlich der Hauptstraße errichtet. Die Schildgiebel weisen einen Konsolfries und eine Gipfelbekrönung aus Sandstein auf. Die Längsseiten sind durch Lisenen mit Stützelementen gegliedert. Die 14 spitzbogigen Fenster zeichnen sich durch eisernes Maßwerk aus. Auch die Giebelseiten haben Lisenen und Spitzbogenfenster, im mittleren Feld ein hochsitzendes Rundfenster. An Nord- und Südseite dienen kleine polygonale Vorbauten als Windfang für die beiden Eingangstüren.
Der nördlich errichtete Glockenturm des geschlossenen Typs aus dem Jahr 1788 ist erhalten. Eine niederländische Bauinschrift über dem rundbogigen Südeingang des Turms lautet wie folgt: „Deeze Toorn is Gebouwt van de Gemeente te Wymeer int Jaar 1788 Toen Beernardus Hesse Predikant En Hinderk Hinderks Smit En Beerend A. Boelman Kerkvoogden waaren.“ (Dieser Turm wurde von der Gemeinde Wymeer im Jahr 1788 gebaut, als Beernardus Hesse Pastor und Hinderk Hinderks Smit und Beerend A. Boelman Älteste waren). Der Turm beherbergt zwei Glocken. Eine kleinere Glocke von Schoneborg wurde im Jahr 1521 gegossen (Schlagton auf a1), Simon Laudy goss eine neue Glocke im Jahr 2005 (g1). Wie bei den Kirchen von Landschaftspolder, Nüttermoor und Böhmerwold dient ein Pferd als Wetterfahne.

## Ausstattung

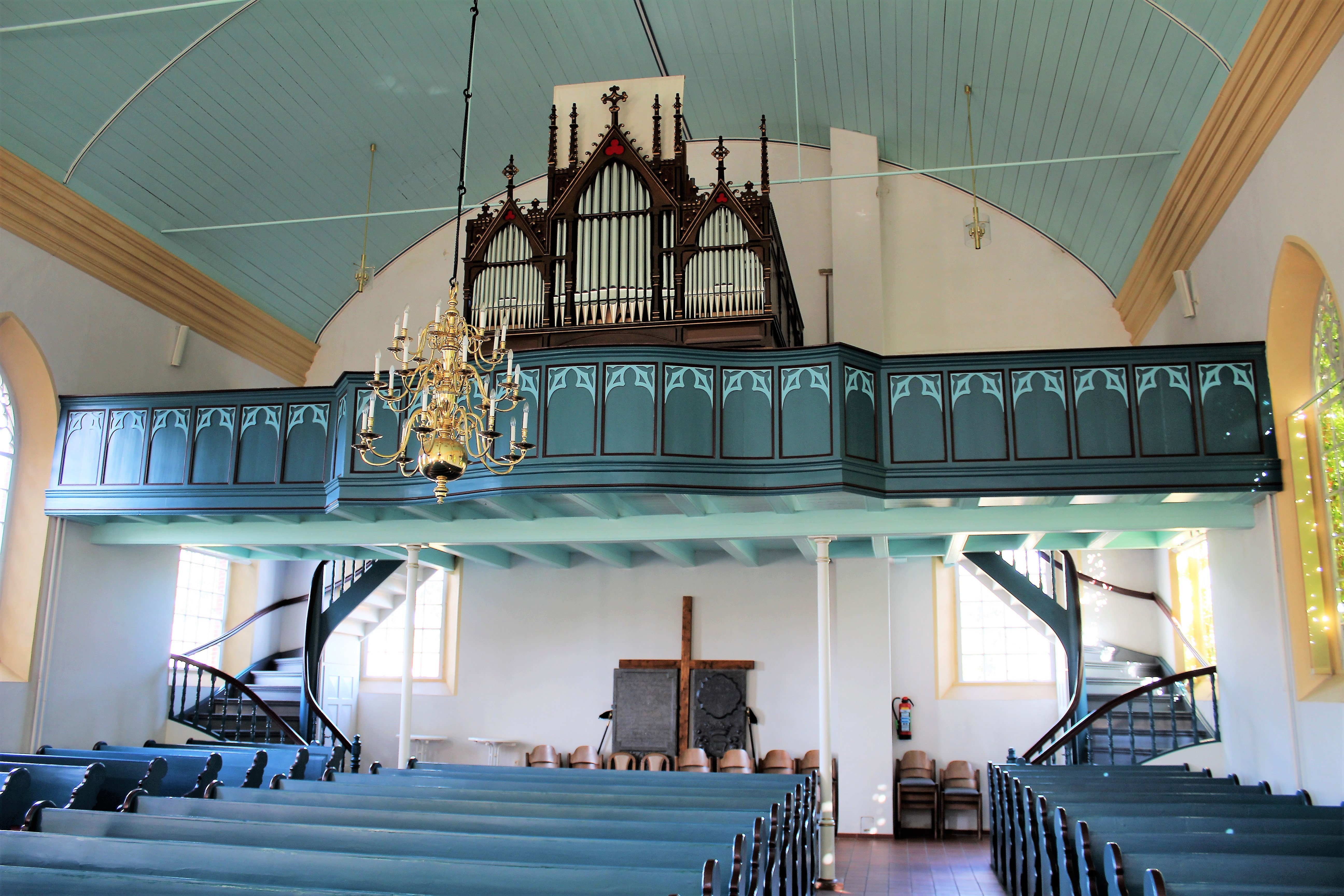
Innenraum Richtung Orgelempore

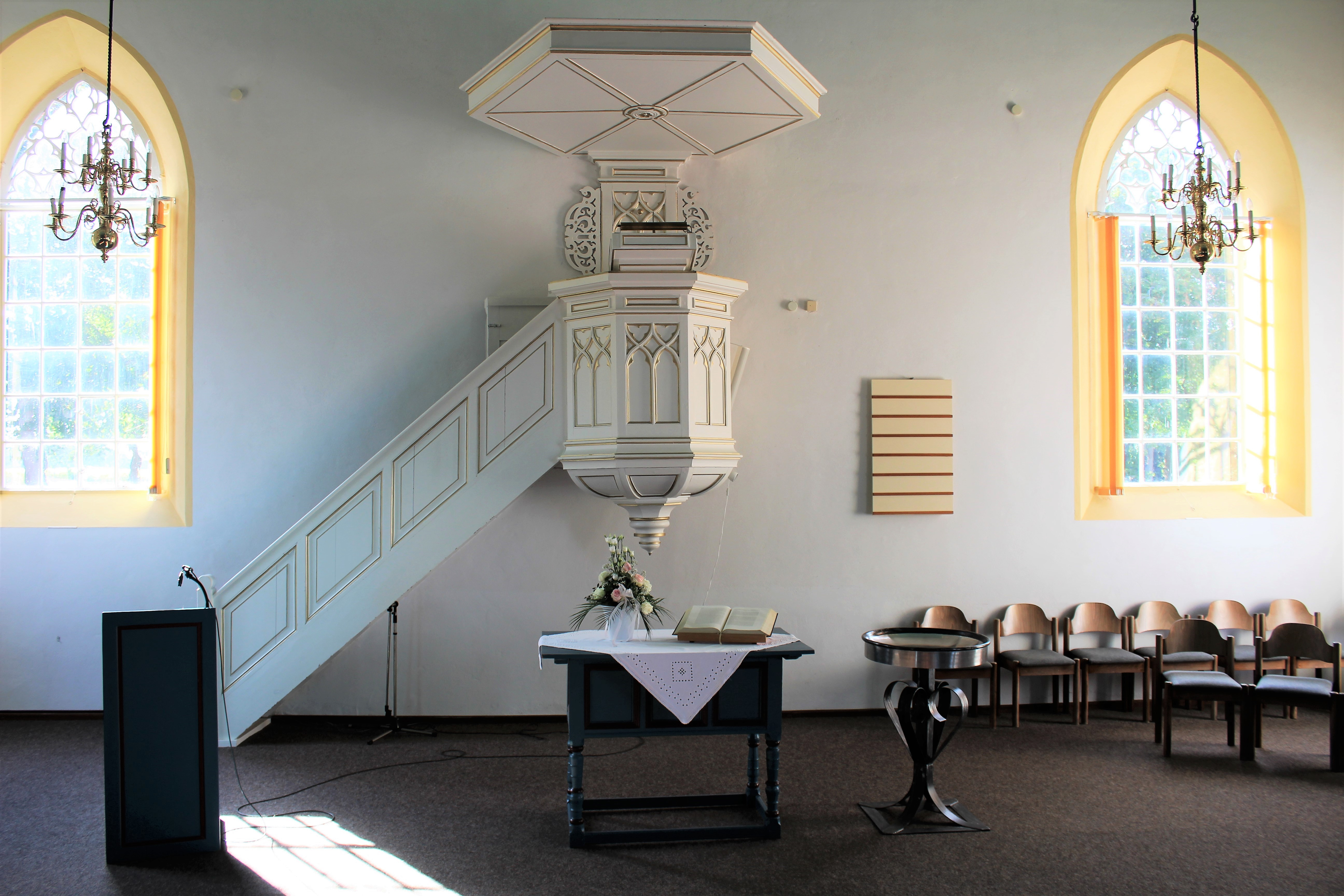
Kanzel an der Westseite

Der Innenraum ist entgegen der tausend Jahre alten Tradition im ostfriesischen Kirchenbau von West nach Ost ausgerichtet: Kanzel und Abendmahlstisch stehen im Westen und die Orgel auf einer Empore im Osten. Die Kanzel stammt vermutlich aus dem 16. Jahrhundert und hat ihre ursprüngliche weiß-goldene Fassung im Zuge der letzten Renovierungsarbeiten wieder erhalten. Auch der Abendmahlstisch des 16. Jahrhunderts wurde aus der Vorgängerkirche übernommen.
Der Innenraum wird von einem hölzernen Tonnengewölbe abgeschlossen. Das hölzerne Kirchengestühl ist türkisfarben gestrichen. Die ebenfalls türkisfarbene Ost-Empore, die als Aufstellungsort für die Orgel dient, besteht aus drei Teilen und ist im mittleren Bereich vorkragend und geschwungen. Die kassettierten Füllungen der Brüstung weisen Nonnenköpfe auf. Unter der Empore sind zwei Grabplatten aufgestellt: eine für Pastor Bernardus Hesse (1735–1806), in dessen Amtszeit der Glockenturm gebaut wurde, und eine für die Pastorenehefrau Eke Moerkramer geb. Buseman († 1754).
Zu den Vasa Sacra gehören ein verzierter Becher aus dem 17. Jahrhundert, der vermutlich von Meister Claes Hoppenbrouwer aus Emden angefertigt wurde, eine Zinnkanne aus dem Barock und eine von 1875, ein Becher und zwei Teller von Gerhard Oostheim (1863) sowie eine zinnerne Taufschale im Empirestil von Meister Janshen aus Emden.

## Orgel

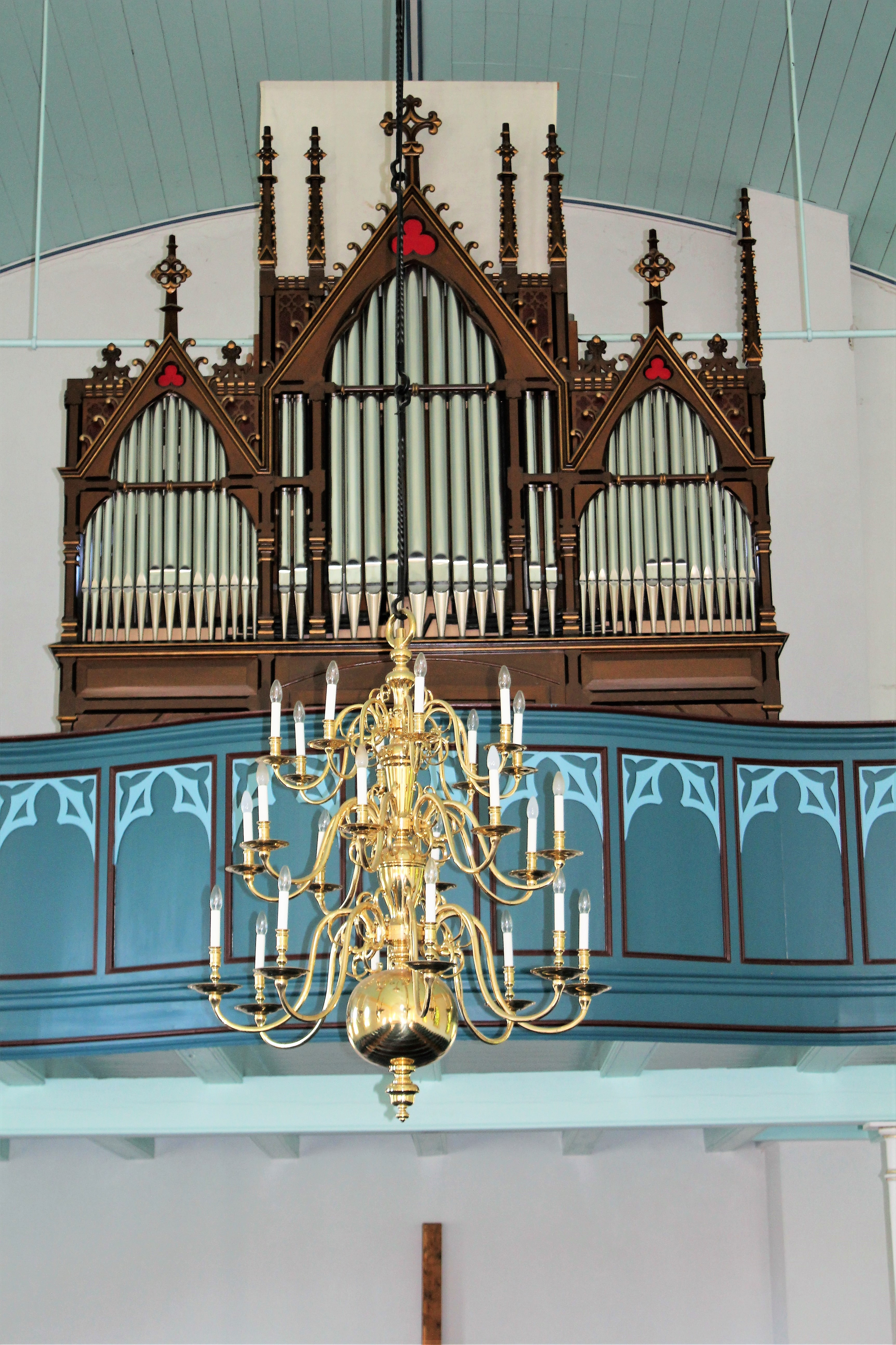
Diepenbrock-Orgel

Johann Diepenbrock erbaute im Jahr 1888 die Orgel mit 15 Registern auf zwei Manualen und Pedal. Der neugotische Prospekt und die Zungenregister wurden von anderen Firmen gebaut. Das Werk verfügt über eine mechanische Kegellade und ist nahezu vollständig erhalten. Nur die Prospektpfeifen mussten im Ersten Weltkrieg zu Rüstungszwecken abgetreten werden. Die Konzeption ohne Schwellwerk und die Disposition mit Mixtur und Trompete weisen auf die Klangästhetik in der Mitte des 19. Jahrhunderts zurück. Im Jahr 1992 erfolgte eine Restaurierung der Orgel durch die Orgelbauwerkstatt Alfred Führer.
| I Manual C–f3 |            |       |
| 1.            | Principal  | 8′    |
| 2.            | Bordun     | 16′   |
| 3.            | Gamba      | 8′    |
| 4.            | Hohlflöte  | 8′    |
| 5.            | Octav      | 4′    |
| 6.            | Quinte     | 2 ⁄3′ |
| 7.            | Octav      | 2′    |
| 8.            | Mixtur III |       |
| 9.            | Trompete   | 8′    |

| II Manual C–f3 |               |    |
| 10.            | Liebl. Gedact | 8′ |
| 11.            | Salicional    | 8′ |
| 12.            | Gemshorn      | 4′ |
| 13.            | Clarinette    | 8′ |

| Pedalwerk C–d1 |                   |     |
| 14.            | Subbaß            | 16′ |
| 15.            | Principalbaß      | 8′  |
|                | Trompete (vacant) | 8′  |

- Koppeln: II/I, I/P
- Spielhilfen: 3 feste Kombinationen (Piano, Forte, Volles Werk), Kalkantenruf